# 다카네정
다카네정(高根町)은 야마나시현 기타코마군에 있던 정이다. 2004년 11월 1일에 다카네정을 포함한 기타코마군 7정촌이 합병해 호쿠토시가 되었다.

## 역사
기요사토 언덕 공원이 건설될 때 유적 조사도 함께 진행되어 공원 내 구석기 시대 언덕 유적군이 발견되었다. 조몬 시대의 유적은 다카네 전역에 분포하고 있으며, 특히 야쓰가다케의 남쪽 기슭은 조몬 유적이 풍부하여 '조몬의 회랑'이라고 불린다. 한편, 그 이후의 야요이 시대, 고분 시대, 나라 시대의 유적은 극히 적은 것으로 알려져 있다.
- 1954년 6월 1일 - 아쓰나촌, 아쓰미촌, 가부토촌, 아쓰타마촌이 합병해 다카네촌이 성립하였다.
- 1956년 9월 30일 - 기요사토촌을 편입하였다.
- 1962년 10월 1일 - 다카네촌이 정으로 승격해 다카네정이 되었다.
- 2004년 11월 1일에 기타코마군(北巨摩郡)에 속하던 아케노촌(明野村), 오이즈미촌(大泉村), 스타마정(須玉町), 나가사카정(長坂町), 하쿠슈정(白州町), 무카와촌(武川村)과 합병해 호쿠토시가 성립하여. 동일 다카네정은 폐지되었다.

## 교통

### 철도
- 동일본 여객철도
  - 고우미선

## 참고문헌
- 高根町『高根町誌 通史編 下巻』高根町、1989年
- 高根町『高根町誌 通史編 上巻』高根町、1990年